# Profundulus guatemalensis
Profundulus guatemalensis är en fiskart som först beskrevs av Günther, 1866.  Profundulus guatemalensis ingår i släktet Profundulus och familjen Profundulidae. Inga underarter finns listade i Catalogue of Life.